# Campagnac (Tarn)
Campagnac (occitanisch Campanhac) ist eine südfranzösische Gemeinde mit 159 Einwohnern (Stand 1. Januar 2022) im Département Tarn in der Region Okzitanien. Die Gemeinde gehört zum Arrondissement Albi und zum Kanton Vignobles et Bastides. Die Einwohner werden Campagnacois und Campagnacoises genannt.

## Lage
Campagnac liegt in der Région naturelle Gaillacois, etwa 27 Kilometer westnordwestlich von Albi. Das Gemeindegebiet wird vom Ruisseau de Vervère, dem Bach Duéze, dem Bach Las Costes und einem weiteren Wasserlauf entwässert.
Umgeben wird Campagnac von den Nachbargemeinden Itzac im Norden und Osten, Alos im Osten und Südosten, Vieux im Süden und Südosten, Saint-Beauzile im Süden und Westen sowie Vaour im Nordwesten.

## Bevölkerungsentwicklung
| Jahr                       | 1962 | 1968 | 1975 | 1982 | 1990 | 1999 | 2006 | 2017 |
| Einwohner                  | 155  | 139  | 130  | 113  | 109  | 114  | 103  | 152  |
| Quellen: Cassini und INSEE |      |      |      |      |      |      |      |      |

## Sehenswürdigkeiten
- Kirche Saint-Eusèbe
- Schloss Campagnac aus dem 16. Jahrhundert mit Ursprüngen aus dem 13. Jahrhundert

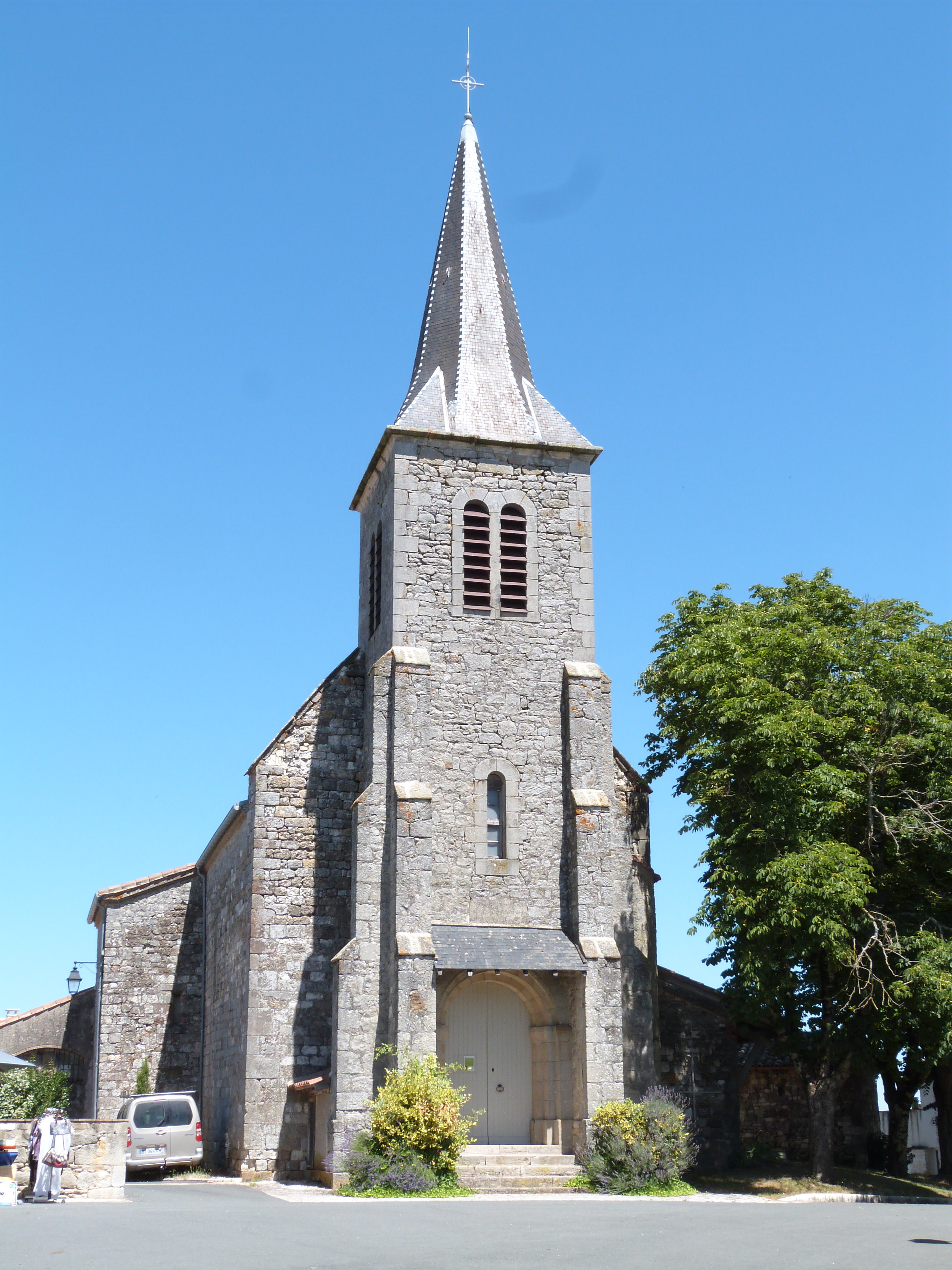
Kirche Saint-Eusèbe
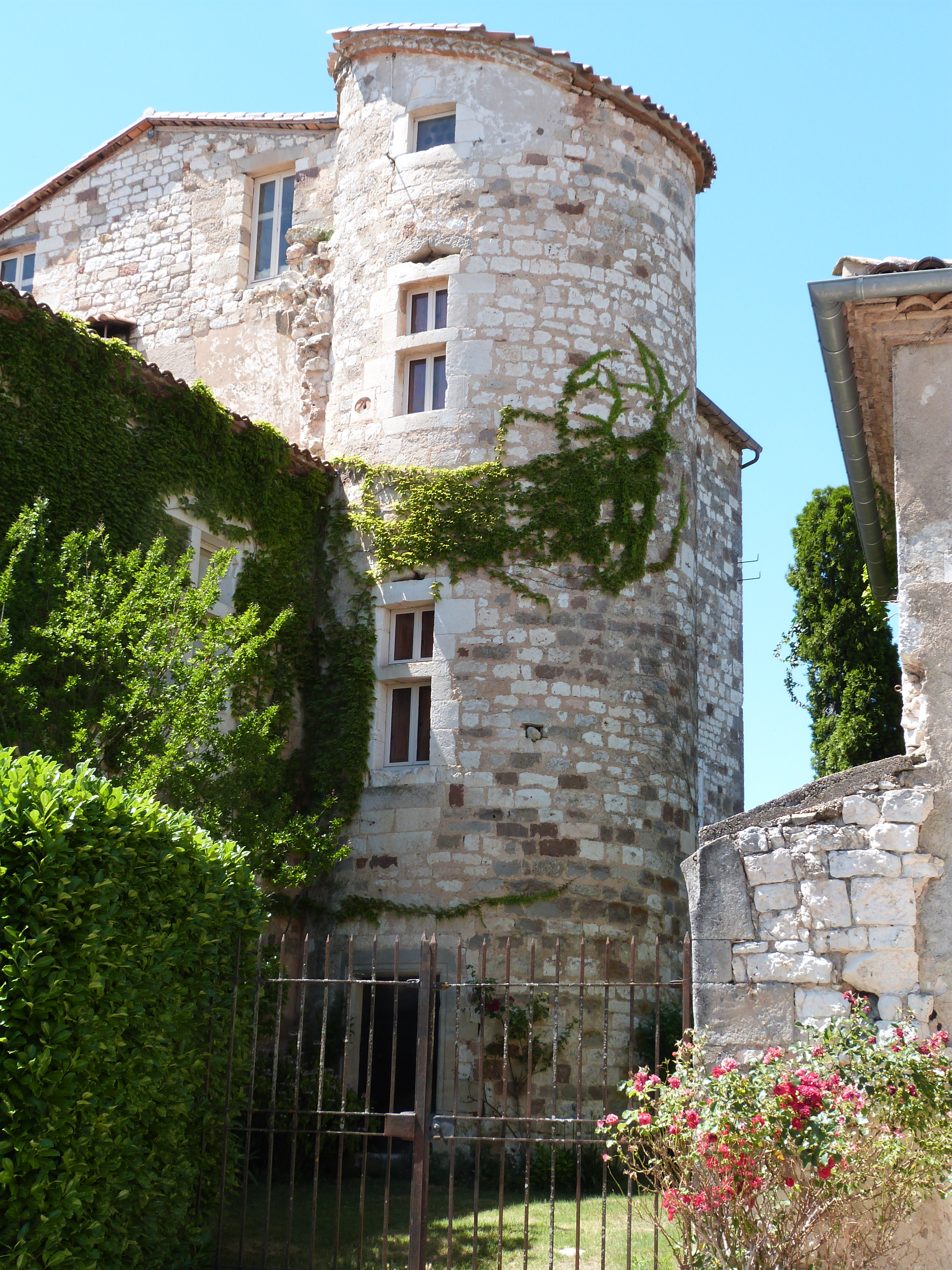
Schloss Campagnac